# Mercedes-Benz W136
La sigla W136 identifica una vasta famiglia di autovetture di fascia media prodotta dal 1936 al 1955 dalla Casa tedesca Mercedes-Benz.

## Storia e profilo
Di una possibile erede della 170 W15 si cominciò a parlare da alcuni anni, quando la 170 era ancora nel pieno della sua produzione. Per non deludere le aspettative di quella fascia di utenza, sicuramente meno facoltosa dei clienti degli altri modelli della Casa, si scelse di rimanere intorno alla stessa fascia di cilindrata e anzi di ridurre se possibile il prezzo di listino. Le soluzioni tecniche proposte dovevano essere le stesse che hanno fatto la fortuna della 170 W15. Insomma, la nuova vettura destinata a prendere il posto della 170 doveva dare il massimo ad un prezzo inferiore a quello della 170 stessa. La nuova vettura doveva proporre anche una carrozzeria più moderna ed elegante, in linea con la tendenza allo streamlining dell'epoca.

Dell'intero progetto fu incaricato Hans Nibel, che però non avrebbe mai visto i frutti del suo lavoro: morì infatti nel 1934 colto da un infarto. Negli anni a venire, però, dato il successo che la nuova vettura avrebbe avuto, questa sarebbe stata riconosciuta come il capolavoro di Nibel.

I lavori per il nuovo modello andarono comunque avanti sotto la supervisione di Max Sailer, il quale non ebbe che da ultimare un progetto oramai parecchio avanti.

### La pre-serie W33
Della nuova vettura che avrebbe dovuto sostituire la 170 venne realizzata una prima pre-serie già nel 1935. Tale modello era equipaggiato da un motore leggermente più piccolo, un 1.6 da 38 CV in grado di spingere la vettura a 105 km/h di velocità massima. Tale modello era conosciuto come 170 W33 oppure come 160V, dove la V stava per vorn, che in tedesco significa davanti, ad indicare la posizione anteriore del motore. Tale modello venne prodotto fino al 1936 in 2991 esemplari, in attesa del lancio del modello definitivo, un numero notevole per una pre-serie.

### La 170V: periodo pre-bellico
La nuova vettura che ufficialmente avrebbe sostituito la 170 W15 venne presentata al Salone dell'Automobile di Berlino del 1936. Divenne subito chiaro che avrebbe avuto un gran successo di vendite, anche se mai ci si sarebbe aspettati che sarebbe stato proprio quello il modello che avrebbe permesso alla Mercedes-Benz di risollevarsi dopo il disastro bellico. La 170V fu infatti l'unica Mercedes-Benz ad essere stata riproposta anche dopo la fine della Seconda guerra mondiale.

Nonostante il nome, la 170V non condivideva alcuna parentela con la 170H, che era invece l'erede della 130H. L'unico punto in comune tra la 170V e la 170H stava nel motore M136 da 1.7 litri, montato posteriormente sulla 170H (H stava per "heck", che in tedesco significa "dietro", "posteriore"). Ma le parentele della 170V erano poche anche con la 170 W15, anzi, erano ancor meno: i motori montati sulle due vetture, pur essendo entrambi da 1.7 litri, non avevano nulla in comune. Sulla 170 W15 era un 6 cilindri, mentre sulla 170V era un quadricilindrico.

Il motore montato nel vano motore della 170V era in grado di erogare anch'esso fino a 38 CV e le prestazioni erano simili a quelle della 160V, con 108 km/h di allungo. Il cambio era a 4 marce con frizione monodisco a secco. Nei primi anni di produzione solo le due marce più alte erano sincronizzate, ma a partire dal 1938 venne proposto un cambio interamente sincronizzato.

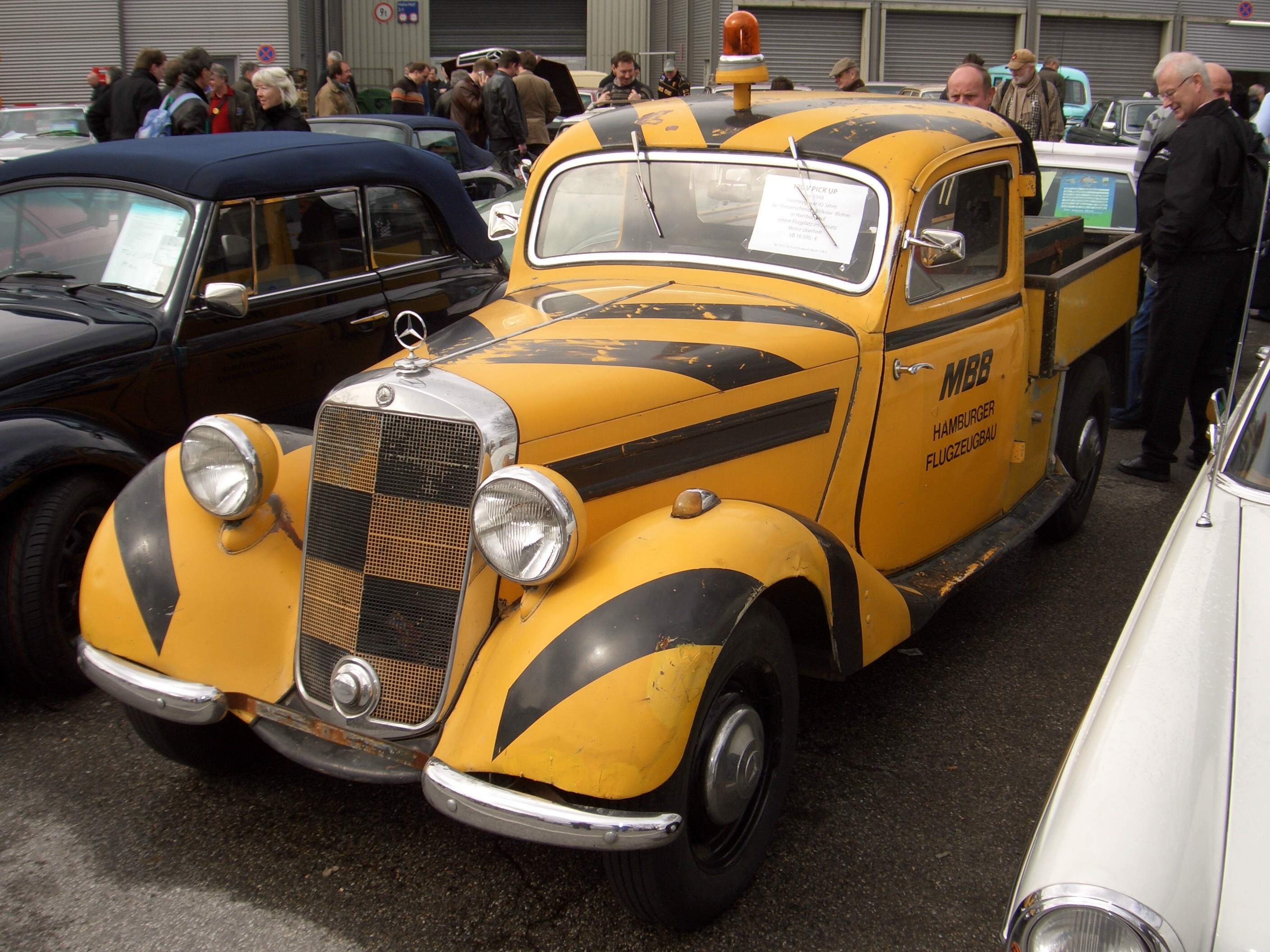
Una 170V pick-up

La 170V nasceva su un telaio ad X con longheroni a sezione ovale. Su questo telaio trovavano posto le sospensioni a ruote indipendenti con avantreno a due balestre trasversali, retrotreno a semiassi oscillanti e molle elicoidali ed ammortizzatori idraulici su entrambi gli assi. L'impianto frenante era di tipo idraulico, con quattro tamburi.

La 170 V fu proposta subito in una gran varietà di carrozzerie: limousine, berlina, trasformabile, cabriolet (in più varianti) e roadster (quest'ultima dotata di un piccolo divanetto posteriore estraibile noto come posto della suocera), solo per citare quelle adibite ad un utilizzo turistico. Della 170V vennero infatti prodotte anche altre versioni, dotate di carrozzerie particolari, come la furgonetta, il pick-up ed alcune versioni per utilizzo militare (Kübelwagen).

Tutte queste caratteristiche facevano parte di un modello che fin dal debutto venne proposto ad un prezzo assai concorrenziale: la versione berlina a 2 porte veniva venduta a 3.750 marchi, mentre la più cara del gruppo, detta Cabriolet D, era in vendita a 5.980 marchi. Il prezzo d'attacco molto allettante produsse per la 170V un immediato successo di vendite: basti pensare che nel primo periodo di produzione (dal 1936 al 1942) ne furono vendute ben 71.973 esemplari. L'unico grosso neo funzionale della 170V stava nel bagagliaio accessibile solo dall'abitacolo e non dall'esterno. Nel 1942, oramai in piena guerra mondiale, la produzione della 170V venne sospesa.

### Il dopoguerra: la gamma si diversifica
Terminata la Seconda Guerra Mondiale, degli stabilimenti Daimler-Benz non rimangono che macerie su macerie. Inoltre, come se non bastasse, la rete di produzione si trova ad essere smembrata dalle conseguenze politiche: le città di Untertürkheim, Mannheim e Sindelfingen sono sotto il controllo dell'autorità statunitense, Gaggenau è sotto il controllo della Francia e Marienfelde è occupata dai sovietici.

Da tanta devastazione, solo la linea di montaggio della 170V riesce a salvarsi, ma non tutto è così immediato. Lo stabilimento di Untertürkheim riapre un mese dopo la fine delle ostilità, ma la prima cosa da fare è sgomberare le macerie. I 1240 operai superstiti (dei 20.000 di prima del conflitto) cominciano il pesante lavoro che durerà mesi, fino alla primavera del 1946.

La linea di montaggio della 170V viene trasferita ad Untertürkheim e di lì a poco riprende la produzione, limitata al solo modello 170V. Inizialmente il ritmo è piuttosto blando, anche perché alla Casa tedesca non era stato permesso di costruire che le sole versioni commerciali della gamma W136. Ma a partire dal 1947 venne dato il via libera per la produzione dell'intera gamma ed a questo punto si tornò su livelli più incoraggianti, fino ad arrivare negli anni successivi ad una diversificazione della gamma, con modelli anche molto interessanti.

#### La 170V

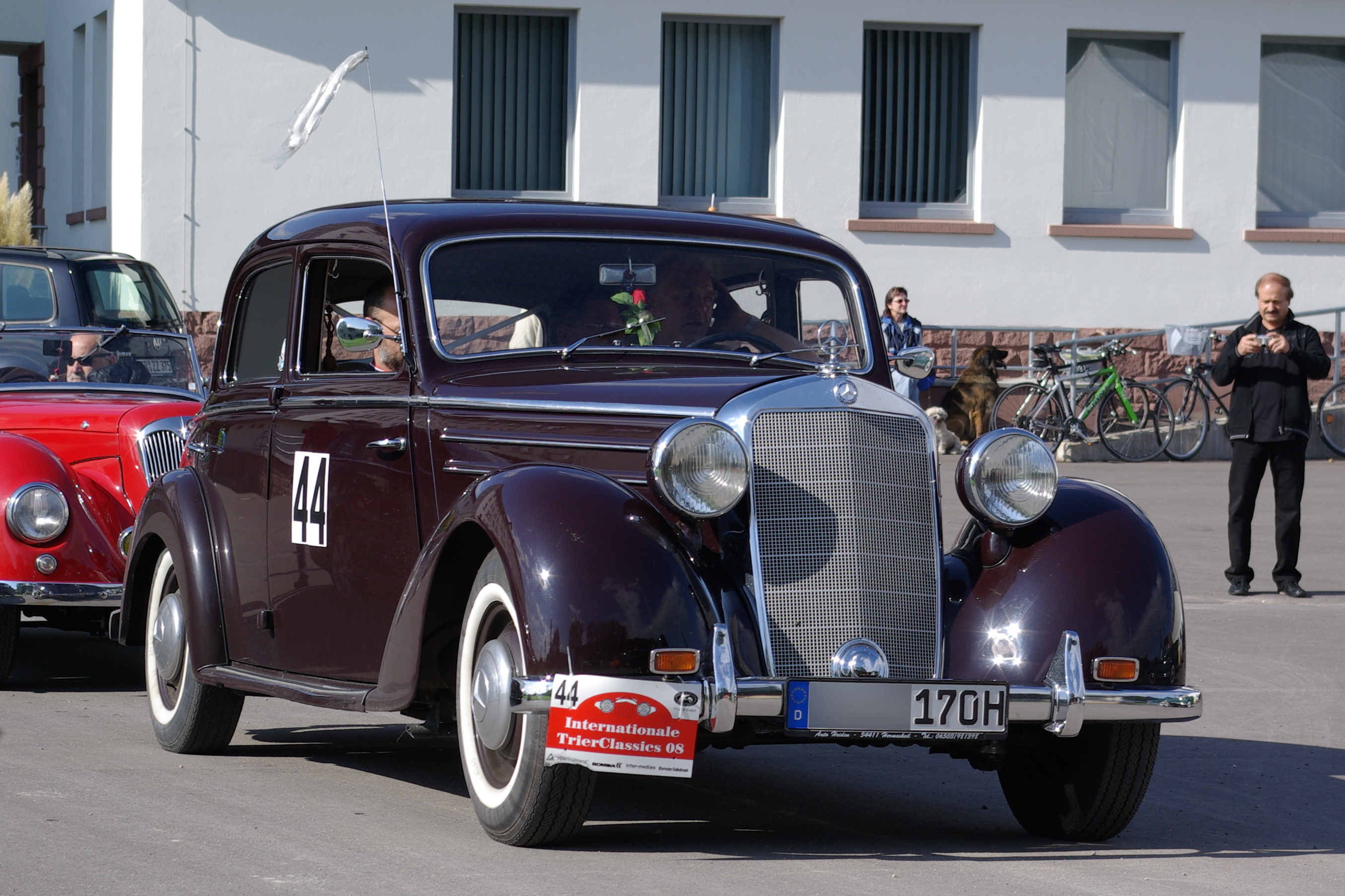
Una 170Va del 1951

Le prime 170V del dopoguerra ricalcavano alla perfezione quelle prodotte prima del conflitto, anzi, sotto il profilo delle finiture e della qualità dei materiali era anche leggermente inferiore, vista la scarsità di materie prime che si aveva all'indomani del conflitto.

Nel 1950 arriva però un deciso aggiornamento: la 170V riceve il motore M136 da 1.8 litri della versione S, in commercio già da un anno, ma con potenza ridotta a 45 CV, in ogni caso superiore ai precedenti 38 CV del 1.7 M136. Esteticamente vengono adottati dei paraurti più massicci, mentre il baule posteriore è ora apribile anche dall'esterno. Così configurata la 170V era nota come 170Va.

Nel 1951 la 170Va riceve anche il tetto apribile e nel maggio del 1952, diventa 170Vb, e differisce dalla Va per le carreggiate più larghe e le prese d'aria laterali lungo il cofano motore, particolari fino a quel momento riservati solo alla S.

Nel 1953 viene lanciata la più moderna 180 Ponton e le vendite della gamma W136 subiscono un crollo. Da quel punto fino al 1955, la 170Vb viene venduta come 170S-V, praticamente una S con il motore della Vb.

In totale, nel dopoguerra, tra 170V, 170Va, 170Vb e 170S-V, vengono prodotti 52.489 esemplari, a cui si va ad aggiungere la produzione pre-bellica.

#### La 170S (W191)

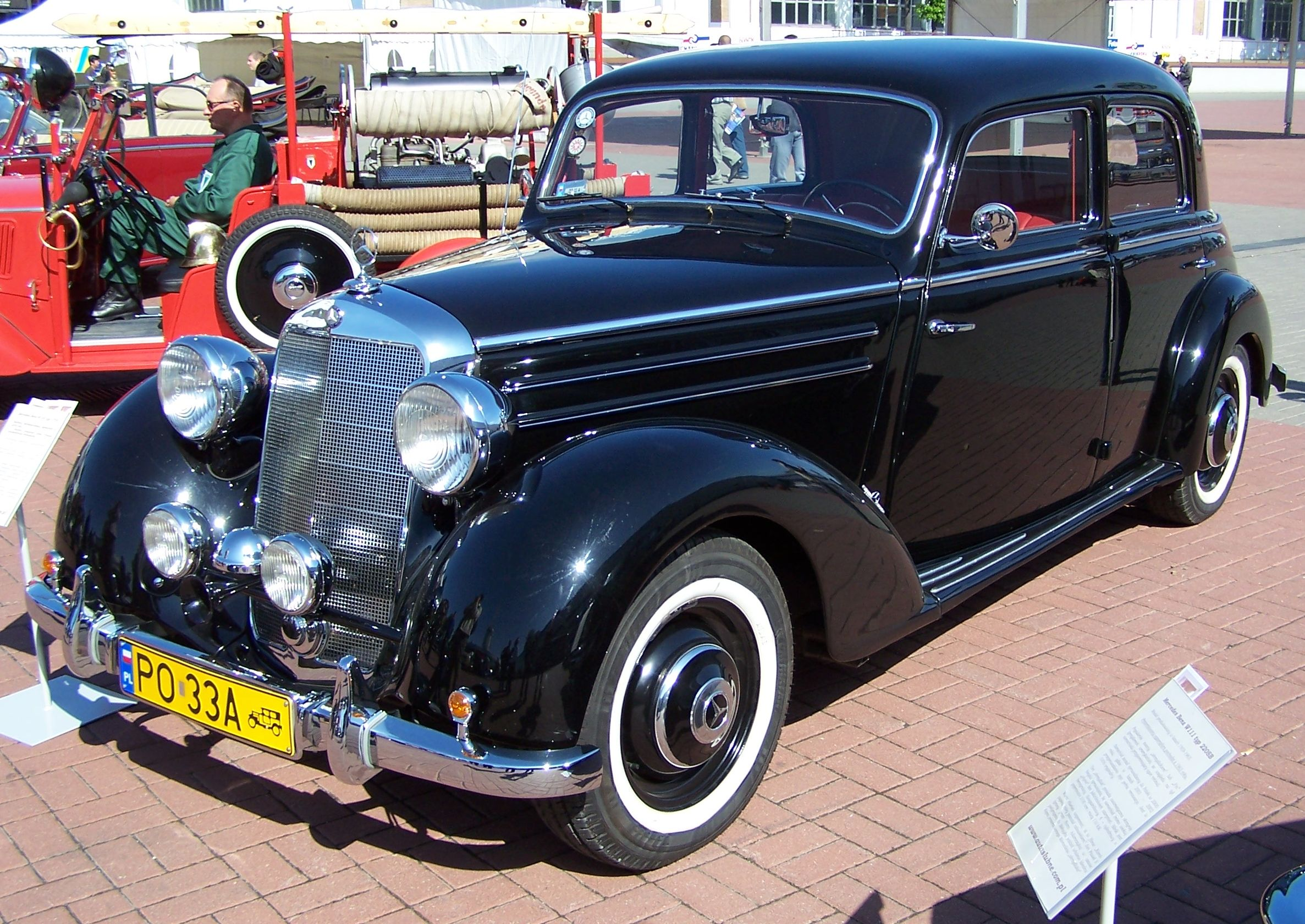
Una 170S limousine

Nel 1949 vengono introdotte due grandi novità: una di queste era la 170S, declinazione lussuosa della famiglia W136. Tale modello presenta alcune novità: il telaio è stato aggiornato ed annovera tra l'altro un nuovo avantreno a triangoli e molle elicoidali, nonché un impianto frenante con tamburi maggiorati e le carreggiate allargate, specialmente quella posteriore. Inoltre, il telaio stesso era più lungo, ma il passo era invariato: la maggior lunghezza del telaio andava ad interessare lo sbalzo posteriore, più lungo, in modo da ospitare un bagaglio più ampio. Meccanicamente viene montato un nuovo motore da 1.8 litri, sempre della famiglia M136 e nato da una rivisitazione del precedente 1.7. Tale motore erogava una potenza massima di 52 CV e sarebbe stato proposto l'anno seguente anche sulle 170Va, ma in forma depotenziata. Anche le prestazioni subiscono miglioramenti: la 170S raggiunge una velocità massima di 122 km/h. La 170S è stata proposta anche come cabriolet a 4 posti o a 2 posti più 2.

Nel gennaio del 1951 la 170S vede l'arrivo del tettuccio apribile, mentre nel 1952 viene ribattezzata 170Sb, e si differenzia per le carreggiate leggermente più larghe e per la leva del cambio al volante e non più sul pavimento. Nel 1953, con l'arrivo della 180 Ponton, la 170S viene tolta di produzione, dopo essere stata prodotta in 36.858 esemplari.

#### La 170D

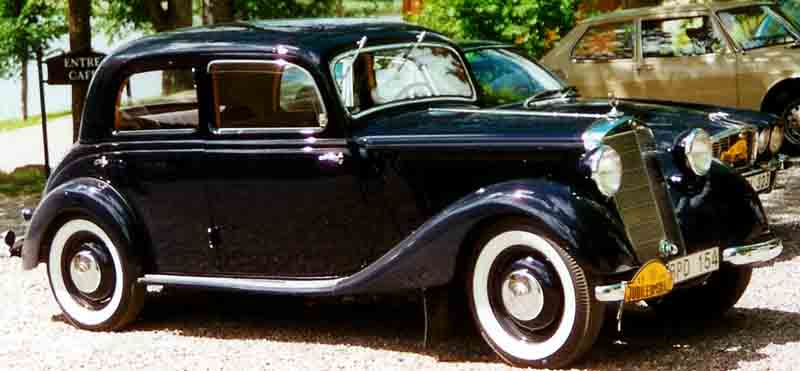
Una 170Da del 1951

La 170D (W136 I), altra grossa novità del 1949, è stata la prima vettura a gasolio del dopoguerra e terza nella storia, dopo la 260D e la Hanomag Rekord. Il nuovo motore, siglato OM636, si basa sul 1.7 a benzina, ma è stato rivisto ed adattato alla nuova alimentazione da Heinz Hoffmann. Anche questo motore eroga 38CV, ma le prestazioni sono inferiori, con 100 km/h di punta massima. Ciononostante la 170D ottiene un gran successo, dovuto alle indubbie doti di economia di esercizio date dai minori consumi.

Nel 1950 vi fu un aggiornamento all'intera gamma, che nel caso della versione diesel consisteva nell'arrivo di un nuovo motore, sempre OM636, ma da 1.8 litri e 40 CV di potenza massima, con 105 km/h di velocità massima. La 170 diesel così aggiornata era conosciuta come 170Da (W136 VI) e sarebbe stata venduta fino al 1952, anno in cui fu sostituita dalla 170Db (W136 VII), caratterizzata dalle carreggiate più larghe e da due lunghe prese d'aria lungo i lati del cofano. Nel 1953 la gamma W136 imbocca il viale del tramonto, la produzione comincia a scendere drasticamente, a causa del lancio della più moderna 180 Ponton, ma c'è tempo per un nuovo aggiornamento: la 170 Db diventa 170 S-D (W136 VIII) e va a costituire l'ultima versione a gasolio della 170, che già da un paio d'anni era stata affiancata dalla più moderna 180D.

In totale sono state prodotte 61.695 170 W136 a gasolio.

### Versioni con alimentazione a gas
In pieno periodo bellico, data la scarsità di carburanti convenzionali, vennero realizzate delle 170V dotate di alimentazione a gas. Tale gas veniva prodotto tramite un apparato gasogeno sistemato sulla coda della vettura, che portava il gas verso una bombola sistemata anteriormente, davanti al muso della vettura, la quale distribuiva il gas all'interno del motore (vedi foto). Due furono le versioni realizzate:
- 170V W136G: era dotata del classico motore M136 da 1.7 litri, che però erogava solo 22 CV e permetteva il raggiungimento di una velocità massima non superiore ad 80 km/h.
- 170V W136GS: simile alla precedente, ma poteva essere alimentata a carbone di legna oppure ad antracite. Il motore era lo stesso e le prestazioni assai simili (82 km/h).

### Versioni commerciali

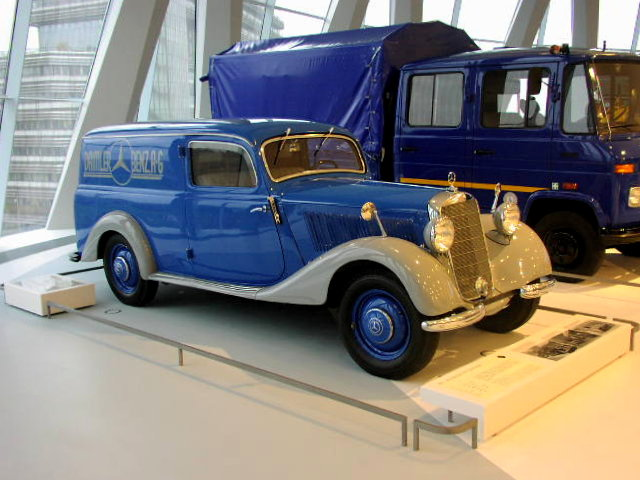
Una 170V furgoncino

Come già accennato, dalla 170V vennero derivate alcune versioni destinate ad usi di tipo commerciale, come ad esempio le camionette ed i pick-up, ma vi furono anche della 170V allestite come autoambulanze. Tali versioni, introdotte a partire dal 1937, sarebbero divenute molto importanti nel periodo bellico per il trasporto di merci e dei feriti, ma ancor più importanti sarebbero state nel dopoguerra per aiutare nelle operazioni di ricostruzione di un Paese devastato.

Queste versioni condividevano lo stesso telaio e la stessa meccanica con le normali 170V per uso turistico, compreso il motore, che però non poteva permettere le stesse prestazioni, sia l'aerodinamica sensibilmente peggiorata, sia per il loro utilizzo, spesso con carichi pesanti. Ciononostante, nel giro di dodici anni di produzione (1937-42 e 1946-53) ne furono prodotti solo un migliaio di esemplari.

### Versioni per uso militare
Dalla 170V vennero derivate anche varie versioni destinate ad un uso militare. Tali versioni, chiamate in tedesco "Kübelwagen", vennero utilizzate dalla Wehrmacht tedesca attiva in quegli anni. La produzione di questi veicoli cominciò ufficialmente addirittura un anno prima della commercializzazione ufficiale della 170V. Alcuni di questi modelli, in realtà, non condividevano molto con la 170V, mentre altri le erano più affini.

#### 160VL e 170 VL (W139)
I modelli meno simili erano denominati 160VL e 170VL, sono stati realizzati a partire da un nuovo progetto, denominato W139, ed avevano la caratteristica peculiare di possedere tutte e quattro le ruote sterzanti. Tramite un comando era possibile infatti rendere sterzante il retrotreno, oppure si poteva disattivare questa caratteristica e tornare alla normale configurazione a due ruote sterzanti sull'avantreno. Tra le altre differenze ricordiamo il cambio a 5 marce anziché quattro e le prestazioni sensibilmente inferiori (80 km/h di allungo per entrambi i modelli). Le due denominazioni, comunque, tradivano la presenza di motori già utilizzati dalla Casa tedesca. Il 1.6 veniva impiegato nella 160V di pre-serie, mentre la 170VL utilizzava il normale 1.7 M136 montato anche sulle normali 170V.

La produzione di questi modelli rimase limitata al solo anno 1936 ed ammontò a 42 esemplari.

#### 170VG (W133 III)
Solitamente la lettera G nella produzione Mercedes-Benz indica che ci si trova di fronte ad una vettura dalle caratteristiche fuoristradistiche. In effetti, la lettera G sta per Geländewagen, che in tedesco significa appunto "fuoristrada". La 170VG (vedi foto) è stata introdotta nel 1935, prima ancora del lancio della 170V stradale, ma di fatto condivideva parecchio con quest'ultima, a partire dal telaio, per finire con il classico motore M136 da 1.7 litri. Tra le differenze vanno ricordati il cambio a 5 marce, ma soprattutto la trazione integrale inseribile. L'allestimento esterno era visibilmente per uso militare e le prestazioni erano differenti a seconda del tipo di trazione prescelto. Sulle sole ruote motrici posteriori, si raggiungevano i 90 km/h, mentre in modalità 4x4 non si superavano i 55 km/h. La 170VG fu prodotta solo nel 1935 in 62 esemplari totali.

#### 170VK (W136 K)
Questo modello militare derivato dalla 170V di base è stato quello prodotto più a lungo (dal 1938 al 1942) e in numero di gran lunga superiore (19.075 esemplari). Simile alla 170VG, se ne distingueva in primis per l'assenza della trazione integrale ed inoltre per la presenza di un normale cambio a 4 marce, che però non era quello della normale produzione stradale, che era prodotto dalla Casa, bensì un 4 marce ZF.

Il motore era quello delle normali 170V e permetteva alla "Kübelwagen" di raggiungere 108 km/h di velocità massima, come per la versione "borghese".

### Fuoristrada per uso sportivo (Geländesportwagen)

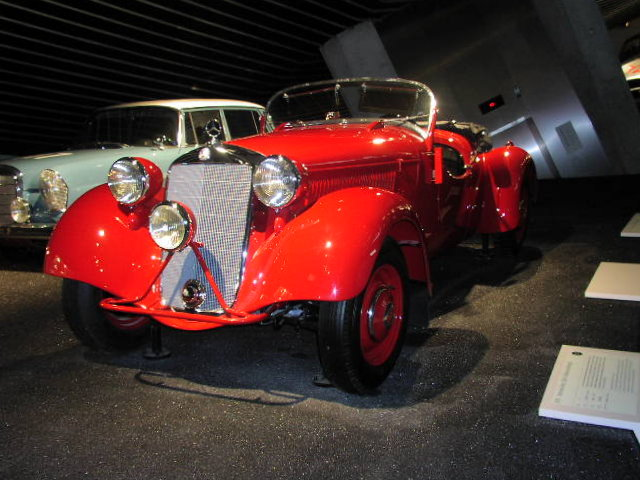
Una 200V Geländesportwagen

Questa versione era forse una delle più particolari, ma il nome "fuoristrada" non deve trarre in inganno: si trattava infatti di una vettura con carrozzeria roadster, ma costruita in modo da poter affrontare anche dei percorsi di tipo off-road. Tra l'altro venne apprezzata proprio per le sue doti fuoristradistiche, ma esternamente appariva una normale roadster a due posti secchi. Tali vetture vennero impiegate anche per alcune competizioni su sterrato, antesignane degli odierni rally. Sono esistiti tre modelli di questo tipo, entrambe equipaggiate con due motori differenti dal canonico 1.7 M136:
- la 170VS (W136 S), mossa da un motore da 1910 cm³ della potenza massima di 60 CV ed in grado di raggiungere 112 km/h di allungo;
- la 200V (W149 II), dotata di un 2 litri (2007 cc) da 64 CV, in grado di portarla a 122 km/h;
- la 200 (W149 S), anch'essa equipaggiata dal 2 litri da 64 CV della 200V, ma con velocità massima di 125 km/h.

## Riepilogo caratteristiche
| Modello                          | Sigla       | Cilindrata cm³ | Rapporto di compressione | Potenza max (CV/rpm) | Velocità max km/h | Massa       | Anni di produzione | Esemplari prodotti |
| Autovetture                      | Autovetture | Autovetture    | Autovetture              | Autovetture          | Autovetture       | Autovetture | Autovetture        | Autovetture        |
| -------------------------------- | ----------- | -------------- | ------------------------ | -------------------- | ----------------- | ----------- | ------------------ | ------------------ |
| 160V                             | W33         | 1598           | 6.5                      | 38/3300              | 105               | 1100        | 1935-36            | 2.991              |
| 170V                             | W136 I      | 1697           | 6                        | 38/3400              | 108               | 1100        | 1936-42            | 71.973             |
| 170V                             | W136 I      | 1697           | 6                        | 38/3600              | 108               | 1100        | 1946-50            | 49.367             |
| 170Va                            | W136 I      | 1767           | 6.5                      | 45/3600              | 116               | 1160        | 1950-52            | 49.367             |
| 170Vb                            | W136 I      | 1767           | 6.5                      | 45/3600              | 116               | 1160        | 1952-53            | 49.367             |
| 170 SV                           | W136 VIII   | 1767           | 6.5                      | 45/3600              | 116               | 1220        | 1953-55            | 3.122              |
| 170S                             | W136 IV     | 1767           | 6.5                      | 52/4000              | 122               | 1245        | 1949-52            | 28.764             |
| 170Sb                            | W191        | 1767           | 6.5                      | 52/4000              | 122               | 1250        | 1952-53            | 8.094              |
| 170D                             | W136 I      | 1697           | 19                       | 38/3200              | 100               | 1250        | 1949-50            | 33.823             |
| 170Da                            | W136 VI     | 1767           | 19                       | 40/3200              | 105               | 1250        | 1950-52            | 33.823             |
| 170Db                            | W136 VII    | 1767           | 19                       | 40/3200              | 105               | 1250        | 1952-53            | 33.823             |
| 170SD                            | W136 VIII   | 1767           | 19                       | 40/3200              | 105               | 1250        | 1953-55            | 14.887             |
| Autovetture a gas                |             |                |                          |                      |                   |             |                    |                    |
| 170V gasogeno                    | W136G       | 1697           | 8.7                      | 22/3200              | 80                | 1174        | 1939-44            | 11                 |
| 170V gasogeno                    | W136GS      | 1697           | 6.9                      | 22/3200              | 82                | 1234        | 1943               | -                  |
| Autovetture sportive da sterrato |             |                |                          |                      |                   |             |                    |                    |
| 170VS                            | W136 S      | 1912           | 7.5                      | 60/3600              | 112               | 1000        | 1938-39            | 30                 |
| 200V                             | W149 II     | 2007           | 7.45                     | 64/3600              | 122               | 1020        | 1938-39            | 31                 |
| Mezzi fuoristrada e/o militari   |             |                |                          |                      |                   |             |                    |                    |
| 160VL                            | W139        | 1598           | 6.5                      | 38/3300              | 80                | 1208        | 1936               | 42                 |
| 170VL                            | W139        | 1697           | 6.5                      | 40/3400              | 82                | 1220        | 1936               | 42                 |
| 170VG                            | W133 III    | 1697           | 7.5                      | 38/3200              | 90                | 1210        | 1935               | 62                 |
| 170VK                            | W136K       | 1697           | 7.5                      | 39/3400              | 105               | 1140        | 1938-42            | 19.075             |